# Batilly-en-Gâtinais
Batilly-en-Gâtinais é uma comuna francesa na região administrativa do Centro, no departamento Loiret. Estende-se por uma área de 10,3 km². Em 2010 a comuna tinha 457 habitantes (densidade: 44,4 hab./km²).